# Philippinocorynus bugoensis
Philippinocorynus bugoensis es una especie de coleóptero de la familia Attelabidae.

## Distribución geográfica
Habita en Filipinas.